# 泥砾

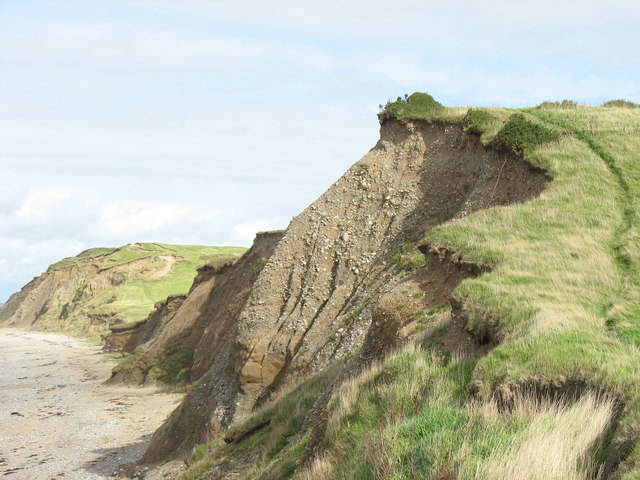
威爾斯格溫內斯郡的泥砾懸崖，背景是 Dinas Dinlle 聚居地

泥砾是一種黏土的沉積物，但充滿砾石，由冰川和冰蓋的冰磧物形成。是北歐和北美冰河期的典型沉積物。
泥砾與其他黏土的區別在於它包含更多的砾石。當冰川或冰蓋移動時，黏土會被從圍岩石刮下，被冰川或冰蓋帶走。同時冰川或冰蓋内的岩石也會被磨損成粉砂狀顆粒，也會構成黏土。若冰川或冰蓋途徑老紅砂岩地區，其形成的黏土是紅色的；途徑石炭紀岩石地區，黏土通常是黑色的；途徑志留紀岩石地區，黏土可能是淺黃色或灰色的；途徑白堊地區，黏土可能是白色。許多泥砾在暴露於空氣之后都由是藍灰色轉變為棕色。
泥砾被歸類為一組淘選度低的沉積物，屬於混杂沉积物一種。它通常是一種堅硬黏土，沒有分層，儘管一些品種有明顯分層。偶爾，在泥砾中，有透鏡狀塊分層的沙子、礫石或壤土。
砾石在在黏土中分佈無規則，其顆粒大小從鵝卵石到重達數噸的砾石不等。通常它們有點長方形，並且具有平坦的側面或底部。但它們可能是有棱角的、亞棱角的或圓型的。如果它們是堅硬的，當它們在冰川移動時，與其他岩石接觸摩擦會產生凹槽和划痕。就如同載它們的黏土一樣，砾石的岩性與冰川所經過的區域有關。它們主要是石灰岩或砂岩，也可能是花崗岩、玄武岩、片麻岩等，任何堅硬的岩石都可構成砾石。利用砾石的岩性，可以瞭解過去冰蓋或冰川移動的路徑。因此，在英格蘭東海岸的冰川堆積物中，有許多斯堪的納維亞的岩石。泥砾除了有孔蟲外，含化石很少。在一些海域，泥砾中有貝殼與黏土混合在一起。 